# 泰晤士报
《泰晤士报》（英語：The Times），英国的一份於全国发行的綜合型日报，逢星期一至六出版，是一张对全球政治、经济、文化发挥巨大影響力的报纸。昔译《太晤士报》，又稱《倫敦時報》。其姊妹報紙為逢星期日出版的《星期日泰晤士報》。
《泰晤士报》隶属於的新闻集团。长期以来，《泰晤士报》一直被視为英国的第一主流大报兼檔案記錄報，被誉为「英国社会的忠实记录者」。《泰晤士报》在英国国内政治和国际关系问题上扮演了針砭時勢的角色。在被鲁伯特·默多克收购後，《泰晤士报》风格渐趋保守。該報在政治立場上傾向支持英國保守黨。

## 名称
《泰晤士报》的原名中文直译为「時報」。《泰晤士报》是世界上第一份以命名的报纸，但因现在世界各地还有許多名為的報章，如《紐約時報》（The New York Times）與《洛杉磯時報》（Los Angeles Times）等等，為了清楚起见，英語使用者通常將《泰晤士报》稱為“倫敦時報”（The London Times）（但《泰晤士报》是英國全國性報紙，不是倫敦城市報）。
“The Times”的中文旧译是音译的“太晤士报”，后来由中文同音的“泰晤士”取代。后者来自與讀音相近但毫無關聯的流经伦敦的泰晤士河（River Thames）的名称。由於約定俗成的關係，「泰晤士报」此譯一直沿用至今。

## 历史

### 沃尔特一世时期
《泰晤士报》诞生於1785年，创始人為约翰·沃尔特。诞生之初这张报纸的名称為《世鉴日报》（The Daily Universal Register）。1788年1月1日，正式改为现名。约翰·沃尔特同时也是《泰晤士报》的第一位总编。他於1803年辞职，将发行人和总编之职传给其子小约翰·沃尔特。约翰·沃尔特雖然曾因诽谤罪而入狱16个月，然而正是在约翰·沃尔特职掌时期，《泰晤士报》最先将新闻採訪觸角延伸至英国之外的其他欧洲国家，尤其是法国。这为《泰晤士报》在政界和金融界内赢得了很高的声誉。
作为一张综合型日报，《泰晤士报》关注的领域包括政治、科学、文学、艺术等等，并几乎在每个领域都赢得了良好的口碑。《泰晤士报》在创立初期都是有獲利的，而且利润空间非常之大，几乎没有另外一份报纸能在品質或財務上与之抗衡。也正是出于这个原因，《泰晤士报》的从业人员，包括记者、编辑和专栏作家的收入皆高於任职於其他报纸的新闻从业者。

### 沃尔特二世时期
19世纪早期，《泰晤士报》历任三位总编辑约翰·斯托达特、托马斯·巴恩斯和约翰·撒迪厄斯的励精图治，其影响力再次得到增强，尤其是在英国政治和伦敦事务领域。
《泰晤士报》是第一张拥有驻外记者的报纸，也是第一张派驻战地记者的报纸。W·H·罗素曾经被《泰晤士报》派驻到克里米亚战场，他所撰写的一系列战地报道曾经使这个名不见经传的记者声名大噪。
在19世纪的诸多重大政治事件中，《泰晤士报》都曾经发挥过重要的作用。例如，在美国内战中，该报就公开反对蓄奴制。《泰晤士报》会依自己的价值取向而公开支持某些政治人物，却从不迎合公众的观点。美国总统林肯（亚伯拉罕·林肯）曾说：「除密西西比河以外，我不知道还有什么能拥有《泰晤士报》那样强大的力量。」。

### 约翰·沃尔特三世时期
1847年，约翰·沃尔特三世接任他的父亲成為报纸的发行人。尽管沃尔特家族在政治上越来越保守，《泰晤士报》的言论却始终保持着独立。然而1850年前後，廉价的「便士报」的迅速崛起对《泰晤士报》的生存和发展形成了巨大威胁。主要威胁主要来自两张成功的廉价报：《每日电讯报》和《每日邮报》。

### 北岩爵士时期及其后
1880年，北岩爵士取得了该报的所有权，加以革新，使之重有起色。1922年，约翰·雅各·阿斯特从北岩爵士手中收购了《泰晤士报》。1930年代是《泰晤士报》发展史上极不光彩的一段时期，因为该报秉承「绥靖政策」，公然纵容德国的侵略活动。其时，《泰晤士报》的主编乔治·杰弗里·道森和英国首相张伯伦结成政治同盟，公开支持英国政府的对外政策。
1966年，阿斯特家族将《泰晤士报》出售给来自加拿大的大出版商罗伊·汤姆森。也正是在这一年，《泰晤士报》开始在报纸的第一版刊登新闻报道（在此之前，《泰晤士报》的第一版一般主要刊登小型的奢侈品廣告，對象為英国的富人階級）。这时的《泰晤士报》已经不堪重负。

### 默多克旗下
发生於1979年的一起工業纠纷使得《泰晤士报》停刊将近一年。直到1981年，新闻集团的鲁珀特·默多克以1200万英镑收购了该报。默多克的新闻集团同时还拥有英国发行量最大、以三版女郎而聞名的通俗报纸《太阳报》。
收购《泰晤士报》後，默多克立即撤换了原来的总编辑威廉·李斯-摩格，并委任哈罗德·埃文斯担任新总编。埃文斯对《泰晤士报》做了较大规模的改革，主要包括对新的采访和传播技术的采用以及引入了更加高效的管理系统。1982年，《泰晤士报》开始采用当时电脑排版和激光照排印刷技术。这一举动导致《泰晤士报》的一次大幅度裁员，其印刷部门的员工总数从375人缩减到186人。然而此时记者们还不能直接通过打字输入来撰写稿件。这一状况一直持续到1986年。
2005年，英国政府公布的数据显示《泰晤士报》日均发行量为68.8万份。这一销量已经是《泰晤士报》近年来最好的发行水平。同属综合性品质报纸的《每日电讯报》在销量上要高於《泰晤士报》，其日均发行量约为92万份，订户总数也超过30万。
《泰晤士報》與普华永道会计师事务所合作的優秀大學指南被視為英國大學教育的權威指南，然而不少人誤將制作全球大学排行榜的泰晤士高等教育視為《泰晤士報》一部份，然而兩者早已於1971年分家，兩公司自此並無關係。

## 特征
《泰晤士报》一直秉承「独立地、客观地报道事实」、「报道发展中的历史」的宗旨，但纵观其200多年的历史，可见该报的政治倾向基本上是保守派的，在历史上历次重大国内及国际事务上支持英国政府的观点。
《泰晤士报》每天40版左右，版面主要可以分为两部分，一是国内外新闻、评论、文化艺术、书评，一是商业、金融、体育、广播、电视和娱乐。报道风格十分严肃，报道内容也很详尽。其读者群主要包括政界、工商金融界和知识界。
默多克收购《泰晤士报》後，曾一再强调自己不会干涉报纸的编辑方针，不降低其历史积淀的品质和风格，但《泰晤士报》仍发生一些变化：编辑风格上，图片新闻更多，社会新闻的比例增多；政治上逐漸傾向英國保守黨。

## 历任发行人
- 约翰·沃尔特（1785年─1803年）
- 小约翰·沃尔特（英语：John Walter (editor, born 1776)）（1803年─1847年）
- 约翰·沃尔特三世（英语：John Walter (third)）（1847年─1894年）
- 亚瑟·弗雷泽·沃尔特（英语：Arthur Fraser Walter）（1894年─1908年）
- 北岩爵士（1908年─1922年）
- 阿斯特家族（英语：Astor family）（1922年─1966年）
- 罗伊·汤姆森（英语：Roy Thomson）（1966年─1981年）
- 鲁伯特·默多克（1981年─）

## 历任总编
- 约翰·沃尔特（1785年─1803年）
- 小约翰·沃尔特（1803年─1809年）
- 约翰·斯托达特（1809年─1817年）
- 托马斯·巴恩斯（1817年─1841年）
- 约翰·迪雷恩（1847年─1877年）
- 托马斯·切诺利（1877年─1884年）
- 乔治·厄尔·巴克尔（1884年─1912年）
- 乔治·杰弗里·道森（1912年─1919年）
- 亨利·威克汉姆·斯蒂德（1919年─1922年）
- 乔治·杰弗里·道森（1923年─1941年）
- 罗伯特·麦克高温·巴林顿-瓦尔德（1941年─1948年）
- 威廉·凯西（1948年─1952年）
- 威廉·黑利（1952年─1966年）
- 威廉·李斯-摩格（1967年─1981年）
- 哈罗德·埃文斯（1981年─1982年）
- 查尔斯·道格拉斯-休姆（1982年─1985年）
- 查尔斯·威尔逊（1985年─1990年）
- 西蒙·詹金斯（1990年─1992年）
- 彼得·斯托萨德（1992年─2002年）
- 罗伯特·汤姆森（2002年─）

## 在职专栏作家
- 西蒙·巴恩斯
- 艾伦·科伦
- 本杰明·科恩
- 伊莱斯·科恩
- 迈克尔·高夫
- 提姆·休姆斯
- 安东尼·霍华德
- 菲利普·霍华德
- 米克·休姆
- 阿纳托尔·卡莱斯基
- 马格纳斯·林克莱特
- 安东尼·罗伊德
- 本·马奇泰尔
- 凯特琳·摩伦
- 理查德·莫里森
- 马修·派里斯
- 利比·珀维斯
- 威廉·李斯－摩格
- 彼得·李戴尔
- 尼克·罗宾逊
- 玛丽·安·西格哈特
- 詹妮斯·特纳
- 佩兴斯·维特克劳夫特
- 阿基·里希拉赫蒂